# Cleora subnigrata
Cleora subnigrata är en fjärilsart som beskrevs av W. Warren 1901. Cleora subnigrata ingår i släktet Cleora och familjen mätare. Inga underarter finns listade i Catalogue of Life.